# ホテルドクター
『ホテルドクター』（HOTEL DOCTOR）は、1993年1月12日から3月23日まで、朝日放送（ABC）・総合ビジョンの共同制作により、テレビ朝日系列で毎週火曜日21:00 - 21:54に放送された日本のテレビドラマ作品。
ホテルで起こるさまざまな出来事を、ホテル内クリニックのスタッフの視点から描く。

## 登場人物

### ホテル
力丸 良平
演 - 佐藤浩市
基礎医学のドクターとしてのアメリカ留学を経て、ホテルドクターへと転身した。7年前、アメリカ留学と引き換えに、恋人と別れている。
羽山 波彦
演 - 錦織一清
ホテル内のクリニックの院長。実家は仙台の大きな総合病院。
大谷 トシ子
演 - 久本雅美
ホテルの客室係。小松原とは仲が良い。
三谷 一郎
演 - 中村繁之
ベルボーイ。
諏訪 千明
演 - 秋吉久美子
ホテルのコンシェルジュ。力丸の元・恋人。
小松原 大三郎
演 - 丹波哲郎
ホテルに長期宿泊する客。職業は心霊研究家＆催眠治療師とされているが、実はホテルと深いかかわりのある人物。
長谷川 弘一
演 - 大出俊
ホテルの副総支配人。小松原の正体を知る唯一の人物。

### その他
八重
演 - 中島ゆたか
ホテルの従業員がよく立ち寄る小料理屋の女将。
寺田 吉之助
演 - 佐戸井けん太
南 英司
演 - 中丸新将
後藤 和也
演 - 後藤修
川口 勉
演 - 水島新太郎

### ゲスト
第6話
- 長谷川初範

第7話
- 久保田 - 草薙幸二郎

第8話
- 片岡弘貴

第9話
- 岩崎ひろみ

第10話
- 田島令子

## スタッフ
- 脚本 - 篠崎好
- 監督 - 高井牧人、油谷誠至
- 主題歌 - 小野正利「Forever My Love」
- 番組宣伝 - 矢澤克之・川島久仁生・清水厚志（朝日放送）
- プロデューサー - 辰野悦央（朝日放送）、岡村道範（朝日放送）、近藤晋（総合ビジョン）
- 制作 - 朝日放送、総合ビジョン

## 放送日程
| 各話                                       | 放送日        | サブタイトル         | 監督     | 視聴率 |
| ------------------------------------------ | ------------- | -------------------- | -------- | ------ |
| 第1話                                      | 1993年1月12日 | さあ大変！逃げた花婿 | 高井牧人 | 7.2%   |
| 第2話                                      | 1993年1月19日 | 赤ん坊を忘れた女     | 高井牧人 | 5.9%   |
| 第3話                                      | 1993年1月26日 | シンデレラの靴       | 油谷誠至 | 5.2%   |
| 第4話                                      | 1993年2月02日 | いたずら天使の詩     | 油谷誠至 | 4.0%   |
| 第5話                                      | 1993年2月09日 | 妊娠させたのは誰？   | 高井牧人 | 5.7%   |
| 第6話                                      | 1993年2月16日 | 過去から来た男       | 高井牧人 | 5.9%   |
| 第7話                                      | 1993年2月23日 | 怪しい女装客の秘密   | 油谷誠至 | 4.9%   |
| 第8話                                      | 1993年3月02日 | 娘が誘拐された!?     | 油谷誠至 | 4.1%   |
| 第9話                                      | 1993年3月09日 | カップルの秘密       | 高井牧人 | 6.0%   |
| 第10話                                     | 1993年3月16日 | 迫られた選択!!       | 高井牧人 | 2.6%   |
| 最終話                                     | 1993年3月23日 | それぞれの旅立ち     | 高井牧人 | 4.5%   |
| （視聴率は関東地区・ビデオリサーチ社調べ） |               |                      |          |        |

## 前後番組
| 朝日放送制作・テレビ朝日系列 火曜21:00 - 21:54枠   | 朝日放送制作・テレビ朝日系列 火曜21:00 - 21:54枠              | 朝日放送制作・テレビ朝日系列 火曜21:00 - 21:54枠                |
| 前番組                                             | 番組名                                                        | 次番組                                                          |
| -------------------------------------------------- | ------------------------------------------------------------- | --------------------------------------------------------------- |
| 往診ドクター事件カルテ （1992.10.13 - 1992.12.22） | ホテルドクター （1993.1.12 - 1993.3.23） 【ここまでドラマ枠】 | これは知ってナイト （1993.4 - 1995.3） 【ここからバラエティ枠】 |
| 朝日放送制作・テレビ朝日系列 火曜夜の連続ドラマ枠  |                                                               |                                                                 |
| 往診ドクター事件カルテ                             | ホテルドクター 【ここまで21時台】                             | 結婚・私が好きですか 【ここから20時台へ移動】                   |